# Alessandro Politi
Alessandro Politi (né le 10 juillet 1679 à Florence et mort le 23 juillet 1752 à Florence) est un philologue italien du XVIIIe siècle.

## Biographie
Né à Florence le 10 juillet 1679, il entra en 1695 dans la Congrégation des Clercs réguliers de la Mère de Dieu pour les écoles pies, dont il fut un des membres les plus érudits. Les thèses qu’il soutint dans le chapitre général de son ordre, assemblé à Rome en 1700, lui firent beaucoup de réputation ; et, après avoir professé la rhétorique, la philosophie et la théologie à Gênes, il succéda en 1733 au savant Benedetto Averani dans la chaire d’éloquence à l’Université de Pise. Une attaque d’apoplexie l’enleva le 23 juillet 1752.

## Œuvres
Outre un grand nombre de harangues, d’épîtres, de discours académiques, etc., on a de lui : 
- Philosophia peripatetica ex mente sancti Thomæ Aquinatis, Florence, 1708, in-12.
- Selecta christianæ theologiæ capita, Florence, 1708, in-4°.
- De patria in condendis testamentis potestate libri IV, Florence, 1712, in-8°, ouvrage qui obtint les suffrages des jurisconsultes.
- Orationes ad academiam pisanam, et animadversiones in Eustathium ad Dionysium Periegetam libri II, Rome, 1742, in-4°. Politi avait déjà publié traduction latine du Commentaire d’Eustathe sur Denys le Périégète, Genève, 1741, in-8°. On lui doit encore une édition fort estimée des Commentaires d’Eustathe sur l’Iliade d’Homère, avec une traduction latine et de nombreuses notes, Florence, 3 vol. in-fol., qui parurent en 1730, 1732 et 1735 ; le premier est dédié à Jean-Gaston de Médicis, grand-duc de Toscane ; le second au pape Clément XII, et le troisième à Louis XV, roi France. Cet important travail fit le plus grand honneur au P. Politi ; on y reconnait un philologue profond et un helléniste consommé. Il est fâcheux que l’auteur n’ait pas pu y mettre la dernière main. Il mourut pendant l’impression du quatrième volume, qui n’a pas été continué. La mort l’empêcha également d’achever une édition du martyrologe romain, dont il n’a publié que le tome Ier sous ce titre : Martyrologium romanum, commentariis castigatum ac illustratum, Florence, 1751, in-fol.